# Heartbeat (Jimmy Somerville)
Heartbeat is een nummer uit 1995 van de Schotse zanger Jimmy Somerville, bekend van Bronski Beat en The Communards. Het is de eerste single van zijn tweede soloalbum Dare to Love.
"Heartbeat" is een vrolijk en uptempo nummer. Het werd een klein hitje in het Verenigd Koninkrijk, Vlaanderen, Duitsland en Italië. In het Verenigd Koninkrijk haalde het nummer de 24e positie, en in de Vlaamse Ultratop 50 de 39e. In Nederland deed het nummer niets in de hitlijsten.